# Belles Histoires et Belles Vies
Belles Histoires et Belles Vies est une collection d'albums illustrés publiés par Fleurus de 1947 à 1972. Ils comprennent des récits de vies chrétiennes, de l'Ancien et du Nouveau Testament, de l'histoire de l'Église catholique. Elle est rééditée par Mame sous le titre Belles histoires, belles vies.

## Historique
La collection « Belles Histoires et Belles Vies » est créée en 1947, inaugurée par la Plus belle histoire, et se poursuit jusqu'en 1972 avec Jean-Joseph Allemand, dernier des 98 volumes de la collection.
Ces volumes sont consacrés aux grandes figures de la chrétienté, présentées à raison d'une personnalité par volume ; certains récits se poursuivent cependant sur plusieurs volumes, comme l'Histoire sainte, l'histoire de l'Église, l'histoire des missions.

## Présentation, publication
Chaque album comporte quatre images par page, avec un narratif sous chaque image, les deux premiers bénéficiant aussi d'une « belle édition » de 204 pages, avec une seule gravure par page, dont seize en couleurs. Certains d'entre eux sont pré-publiés dans les revues Cœurs vaillants ou Âmes vaillantes.
Les albums ont plusieurs sortes de diffusion, allant de plusieurs centaines de milliers d'exemplaires pour certains, diffusés par les circuits ordinaires de librairies, jusqu'à une distribution nettement plus confidentielle pour quelques titres, qui ne sont diffusés que par les congrégations les ayant commandés.
Les rééditions sont colorées par les frères Chagnaud, à partir de 1994. L'édition et la diffusion sont assurées au XXIe siècle par l'éditeur Mame, qui prend le relais de Fleurus, avec comme titre « Belles histoires, belles vies ».

## Auteurs
Les rédacteurs des textes sont essentiellement des ecclésiastiques et des théologiens comme l'abbé Gaston Courtois, fondateur du mouvement des Cœurs vaillants-Âmes vaillantes, Jacques Bondallaz, Jean Pihan, cofondateur des Cœurs vaillants et du Bureau international catholique de l'enfance (BICE), mais aussi des religieuses comme Agnès Richomme. Celle-ci, morte en 2001, est l'auteur de la moitié des titres de la série.
Les illustrateurs sont les « grands noms » de l'époque. Le plus prolifique pour la collection est Robert Rigot. Les autres illustrateurs sont Alain d'Orange, Bernard Baray, Raoul Auger, André Galland, Manon Iessel, Pierre Decomble, Mixi-Bérel. Ils opèrent en noir et blanc, parfois rehaussé au lavis ; en 1994 la couleur est ajoutée par les frères Chagnaud.

## Albums
Les 98 albums de la série sont, :
1. La plus belle histoire, par Gaston Courtois, 1947.
2. La Belle Vie de Notre-Dame, par Agnès Richomme, 1949 ;  rééd. Marie de Nazareth, 1995.
3. Anne-Marie Javouhey, par Agnès Richomme, 1949.
4. La Belle Vie de saint Paul, apôtre de Jésus-Christ, par Gaston Courtois, 1950 ; rééd. Paul, apôtre missionnaire.
5. Jeanne d'Arc, par Agnès Richomme, 1950 ; rééd. 1994.
6. Saint Vincent de Paul, par Gaston Courtois, 1951 ; rééd. Vincent de Paul, serviteur des pauvres.
7. Histoire sainte, tome I : Les Origines du peuple de Dieu, par Jacques Bondallaz, 1951.
8. Sainte Thérèse de l'Enfant-Jésus, par Agnès Richomme, 1951.
9. Sainte Catherine Labouré, par Agnès Richomme,  1951 ; rééd. Catherine et la médaille miraculeuse.
10. Saint Jean Bosco, par Gaston Courtois, 1952 ; rééd. Jean Bosco, l'ami des jeunes.
11. Saint François d'Assise, par Jean Pihan, 1952.
12. Histoire sainte, tome II : Les Luttes du peuple de Dieu, par Jacques Bondallaz, 1952.
13. Le Père Champagnat, par Jean Vignon, 1952.
14. Le Père Jean-Émile Anizan, par Gaston Courtois, 1952.
15. Charles de Foucauld, par Jean Vignon, 1953.
16. Sainte Bernadette, par Agnès Richomme, 1953 ; rééd. Bernadette de Lourdes.
17. Saint François Xavier, par Norbert Marchand, 1953 ; rééd. François Xavier, un missionnaire au Japon.
18. Saint Bernard, par Agnès Richomme, 1953 ; rééd. Bernard le hérault de la chrétienté.
19. Sainte Geneviève, patronne de Paris, par Geneviève Flusin, 1954 ; rééd. Genviève, protectrice de Paris.
20. Saint Jean-Baptiste de La Salle, par Gaston Courtois, 1954 ; rééd. Jean-Baptiste de la Salle.
21. Les martyrs de l'Ouganda, par Paul Bouin, 1954.
22. Sainte Odile, par Marie-Colette Mainé, 1954 ; rééd. Odile, la belle dame de l'Alsace.
23. Saint Louis-Marie Grignion de Montfort, par Agnès Richomme, 1955.
24. Sainte Claire, par Marie de Saint-Damien, 1955 ; rééd. Claire, la lumière d'Assise.
25. Le « bon père » Chaminade, par Geneviève Veuillot, 1955.
26. Saint Dominique Savio, Gaston Courtois ,1955 ; rééd. Dominique Savio, la sainteté d'un enfant.
27. Un entraîneur, Jean-Martin Moyë, par Agnès Richomme, 1956.
28. Saint Benoît, par dom Blaise Pons, 1956 ; rééd. Benoît, père des moines.
29. Saint Louis, par Geneviève Veuillot, 1956 ; rééd. Louis, roi très chrétien.
30. Un Martyr mexicain : Le Père Miguel Pro, par Marie Migneaux, 1956.
31. Saint François de Sales, par Francis Saunier, 1957 ; rééd. François de Sales, le bon évêque d'Annecy.
32. Kateri Tekakwitha, par Agnès Richomme, 1957.
33. Sainte Louise de Marillac, par Agnès Richomme, 1957.
34. Histoire de l'Église, par Gaston Courtois, tome 1, 1957.
35. Saint Pie X, par Jean Clerc, 1957.
36. Mère Nathalie, par Jean Vergriete, 1958.
37. Vers un monde nouveau, l'épopée jociste, par Marie-Jean Mossand, 1958.
38. Sainte Rita, par Agnès Richomme, 1958 ; rééd. Rita, une vie extraordinaire.
39. Le saint curé d'Ars, par Claude Falc'hun, 1958 ; rééd. Le curé d'Ars, Jean-Marie Vianney.
40. Étienne Pernet et les petites Sœurs de l'Assomption, par Agnès Richomme, 1958.
41. Sainte Jeanne-Antide Thouret, par Agnès Richomme, 1959.
42. Saint Antoine de Padoue, par André Merlaud, 1959.
43. Le Père Louis Querbes, par Marie Migneaux, 1959.
44. Saint Nicolas, la belle légende, par André Merlaud, 1959.
45. Le Corsaire de Dieu - Jean-Marie Robert de la Mennais (1780-1860), par Maurice Chotard, 1959.
46. Jeanne Jugan, fondatrice des Petites Sœurs des Pauvres, par Agnès Richomme, 1960.
47. Saint Martin, par Marie Migneaux, 1960 ; rééd. Martin, l'apôtre de la Gaule.
48. Pie XII, par Geneviève Veuillot, 1960.
49. Notre-Dame de Fatima, par Agnès Richomme, 1961.
50. Notre-Dame de Pont-Main, par le chanoine Foisnet, 1961.
51. Le Prêtre, qui est-il ? Que fait-il ?, par Jean Vergriete, 1961.
52. Sainte Émilie de Vialar, par Agnès Richomme, 1961.
53. Le bienheureux Théophane Vénard, par Agnès Richomme, 1961.
54. Les grands capitaines, par Henri Rault-Maisonneuve, 1962.
55. Saint Yves, par Claude Falc'hun et Robert-J. Pintigny , 1962 ; rééd. Yves, le Breton qui défend les pauvres.
56. Histoire de l'Église, tome 2, par Gaston Courtois, 1962.
57. Pierre Bonhomme et les sœurs de Notre-Dame du Calvaire, par Agnès Richomme, 1962.
58. Marguerite Bourgeoys, par Agnès Richomme, 1963.
59. Mère Alphonse-Marie, par Agnès Richomme, 1963.
60. Le Père Noailles, par Marie-Colette Mainé, 1963.
61. Saint Pierre-Julien Eymard, par Fernand Citherlet, 1963.
62. Le Père Dehon, par Augustin Bouleau, 1964.
63. Mère Saint-Ignace : Claudine Thévenet et les religieuses de Jésus-Marie, par Agnès Richomme, 1964.
64. Mère Saint-Louis, par Jeanine Dupuy, 1964.
65. Le bon pape Jean, par Agnès Richomme, 1964.
66. Histoire des missions, par Marie Migneaux et Georges Bideau, 1re partie, 1964.
67. Histoire des missions, par Marie Migneaux et Georges Bideau, 2e partie, 1964.
68. Aujourd'hui les missions, par Marie Migneaux et Georges Bideau, 1964.
69. Sainte Marguerite-Marie, par Agnès Richomme, 1965 ; rééd. Marguerite-Marie, l'amour du Cœur de Jésus.
70. Sainte Émilie de Rodat, par Agnès Richomme, 1965.
71. Marie-Louise Hartzer et les Filles de Notre-Dame du Sacré-Cœur, par Henriette Robitaillie, 1965.
72. Sœur Rosalie, l'apôtre du quartier Mouffetard, par Agnès Richomme, 1965.
73. Saint Pierre Fourier, par Marie Plesder, 1965.
74. Saint Dominique, 1965.
75. Mère Saint-Félix et les Sœurs de l'Immaculée Conception, 1965.
76. Les bergers de la Salette, 1965 ; rééd. Les petits bergers de la Salette.
77. Saint Jean de Dieu, un héros de la charité, 1966.
78. Saint Jean Baptiste (Les deux saints Jean, 1), 1966 ; rééd. Jean-Baptiste, le prophète du désert.
79. Louise et Laurence Lemarchand et les Filles de Sainte-Marie, 1966.
80. Les Sœurs de Ribeauvillé, 1966.
81. Sainte Germaine de Pibrac, 1967.
82. Sainte Thérèse d'Avila et saint Jean de la Croix, 1967 ; rééd. Thérèse d'Avila la grande mystique, 1967.
83. Marie Rivier, 1967.
84. Amélie Fristel, 1968.
85. Le Père Brottier, 1968.
86. Henri Planchat, 1968.
87. Sainte Monique et saint Augustin, 1968 ; rééd. Augustin, la raison et la vérité.
88. Gabriel Deshayes, un athlète du Christ, 1968.
89. Saint Pierre, 1968 ; rééd. Pierre, le roc de l'Église.
90. Pauline Jaricot, 1969.
91. Saint Jean Eudes, 1969.
92. Saint Patrick, 1969 ; rééd. Patrick, l'évangile pour l'Irlande.
93. Franz Stock, 1969.
94. Sainte Jeanne-Élisabeth Bichier des Ages, 1969.
95. Pionniers pour la côte ouest - Monseigneur de Marion-Brésillac et la Société des missions africaines, 1971.
96. Jean l'Évangéliste, le disciple que Jésus aimait (Les deux saints Jean, 2), 1971 ; rééd. Jean l'Évangéliste, la parole et l'amour.
97. Marie-Louise Trichet, 1972.
98. Jean-Joseph Allemand, 1972.